# Mikania montverdensis
Mikania montverdensis là một loài thực vật có hoa trong họ Cúc. Loài này được Proctor mô tả khoa học đầu tiên năm 1967.